# Mecklenburgische Seenplatte

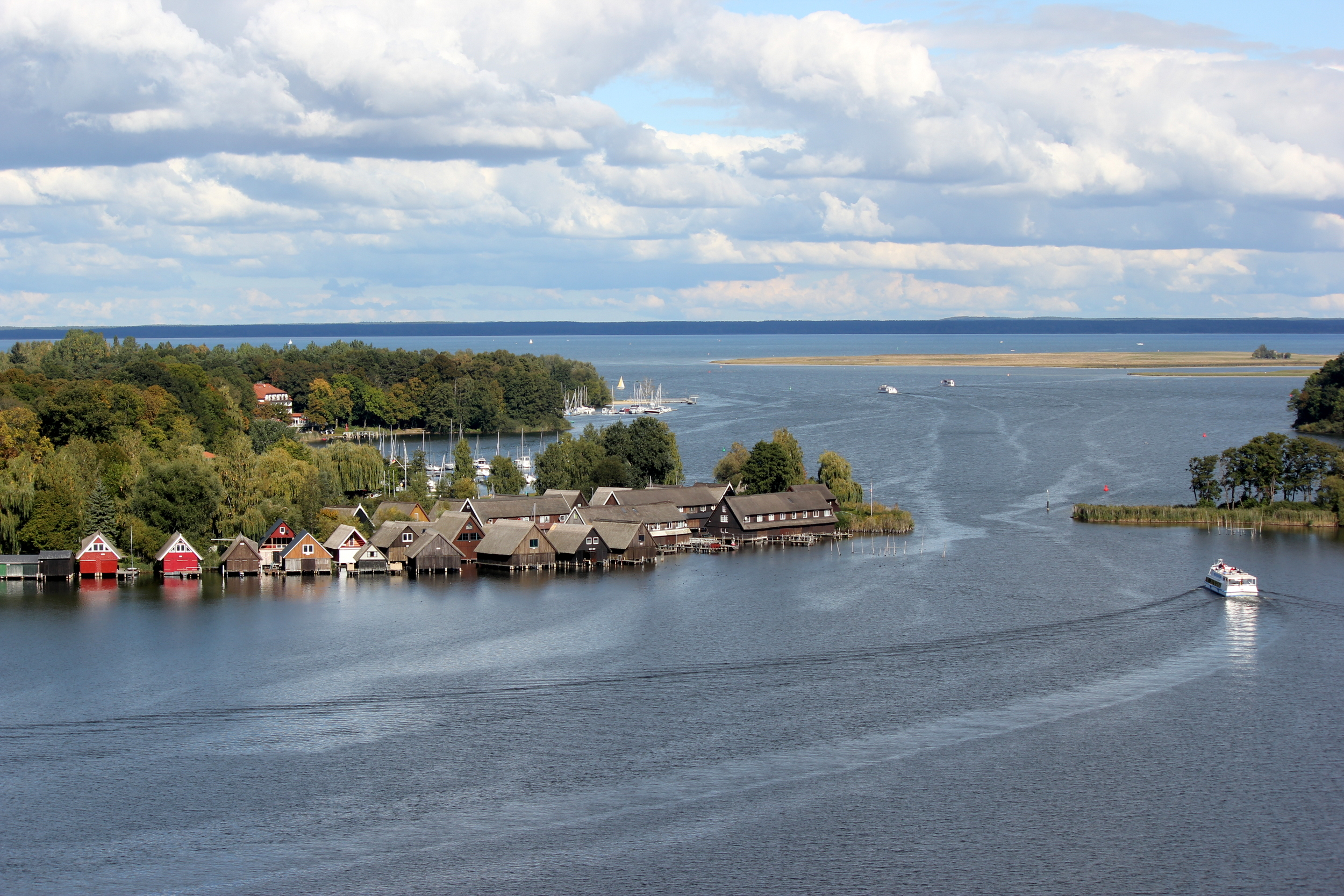
Die Müritz ist der zweitgrößte deutsche und größte komplett deutsche See und liegt im Herzen der mecklenburgischen Seenplatte. Blick von der Marienkirche auf den Hafen von Röbel.

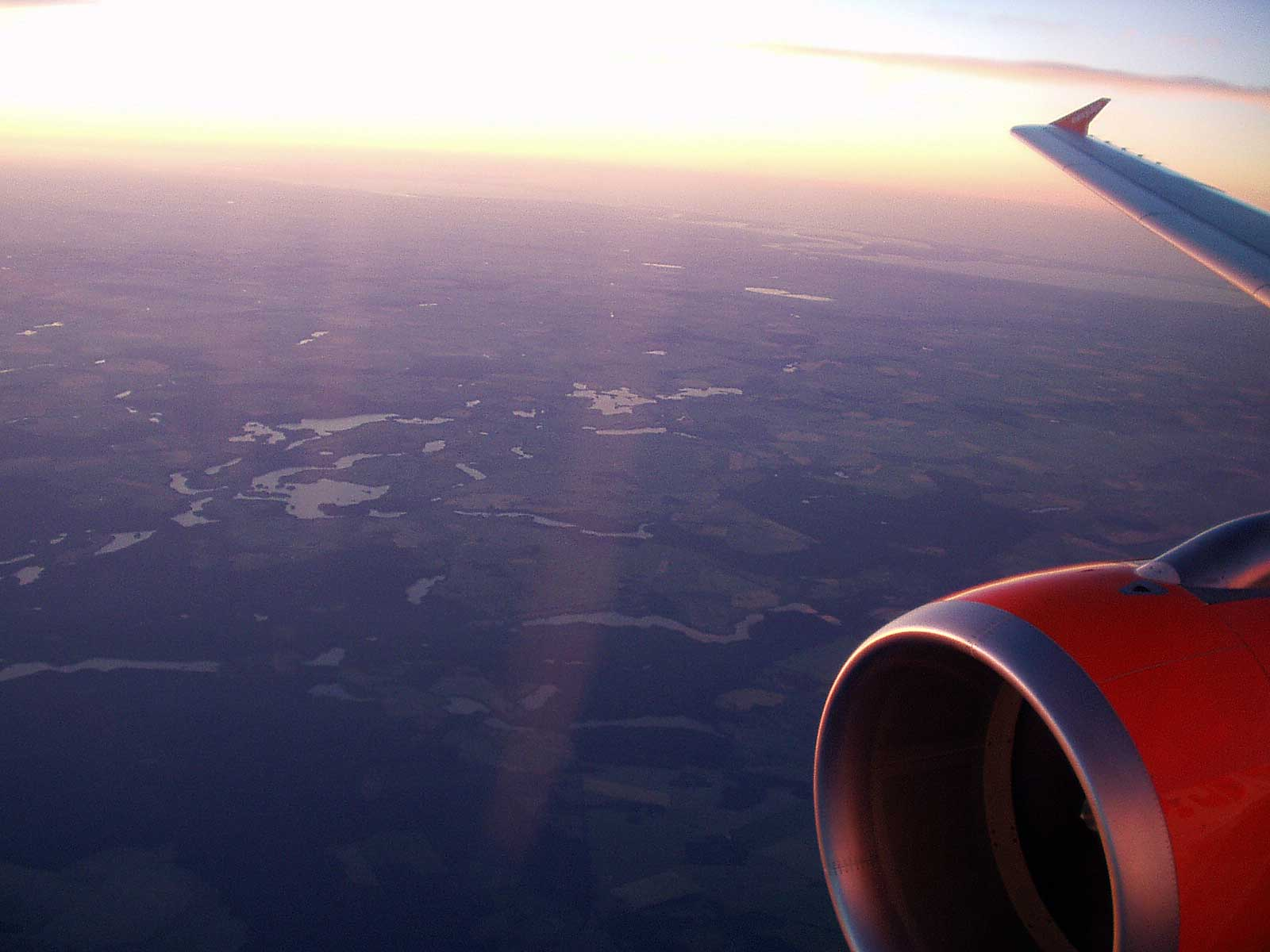
Östlicher Teil der Seenplatte (Feldberger Seenlandschaft) nach Sonnenuntergang aus etwa 8 km Höhe

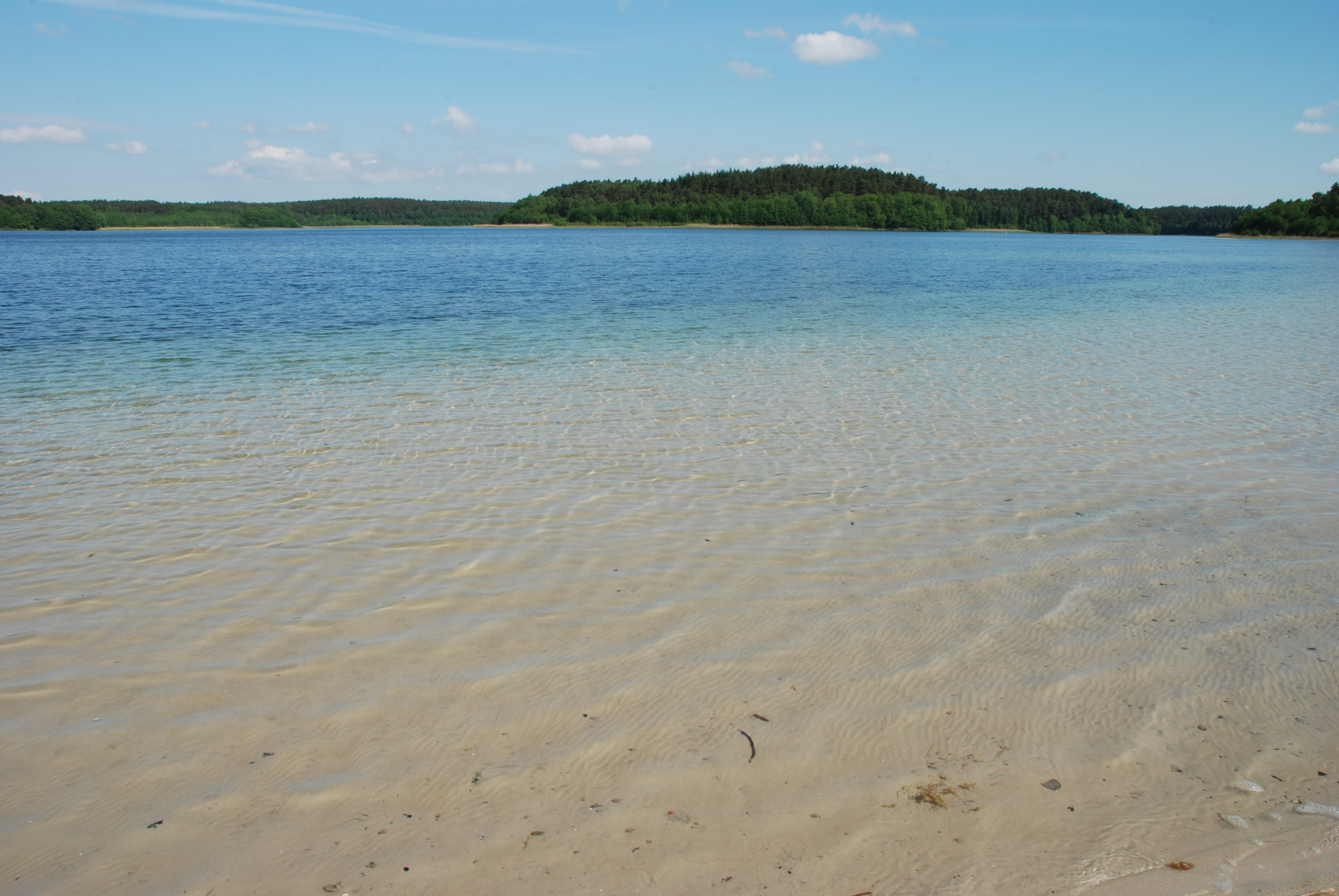
Großer Fürstenseer See

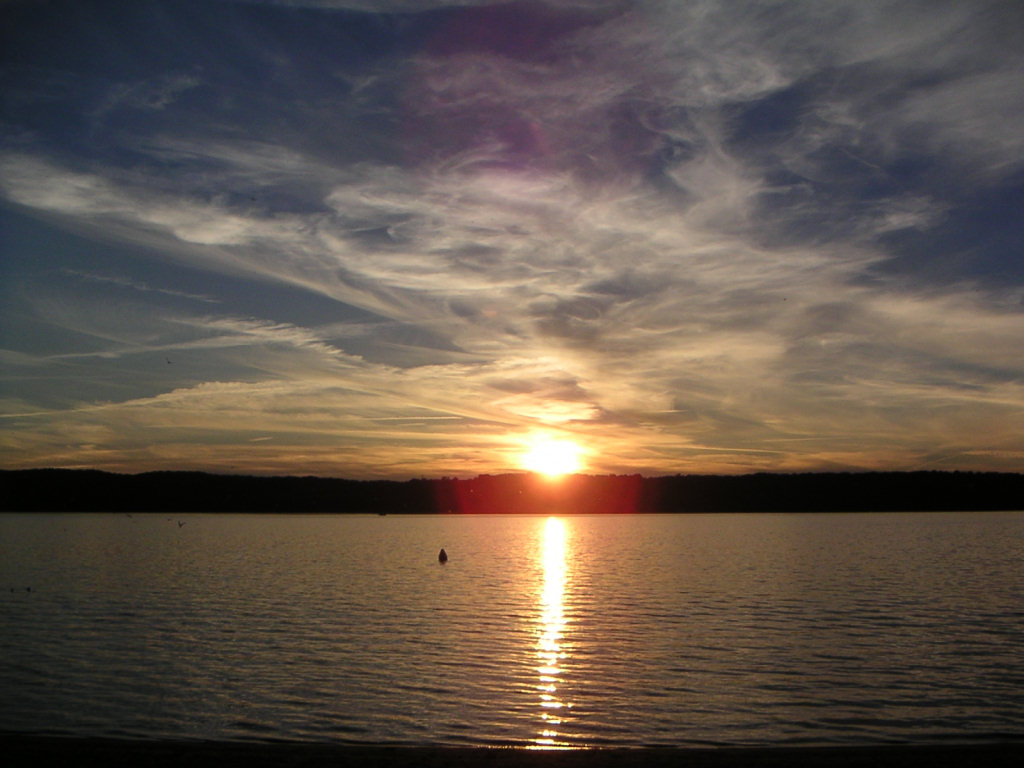
Sonnenuntergang an der Müritz

Die Mecklenburgische Seenplatte oder auch Mecklenburger Seenplatte ist eine seenreiche Jungmoränenlandschaft im Nordosten Deutschlands, die sich in einem nach Südosten gebogenen, rund 240 km langen und nur um 30 km breiten Streifen vom Ostrand Lübecks über Schwerin, das Großseengebiet um die Müritz und das Kleinseengebiet um Neustrelitz bis nach Rheinsberg und Eberswalde zieht.
Nicht synonym ist der Name Mecklenburger Seenland, der meistens die gesamte seenreiche Landschaft mit Zentrum in Mecklenburg meint und irreführenderweise oftmals mit dem bekannteren Namen der Seenplatte beworben wird. Das Seenland besteht in der Hauptsache aus der Mecklenburger Seenplatte und dem geomorphologisch etwas anderen, sich nördlich anschließenden und ebenfalls seenreichen Rückland der Mecklenburger Seenplatte. Das Mecklenburger Seenland gehört neben der Masurischen Seenplatte und der Pommerschen Seenplatte zu den drei großen Seengebieten südlich der Ostsee.
Naturräumlich ist die Mecklenburgische Seenplatte eine Großregion 3. Ordnung und bildet zusammen mit ihrem Rückland nebst Abdachungen nach Nordosten bis kurz vor die Ostseeküste sowie ihrer nordwestlichen Fortsetzung, dem Schleswig-Holsteinischen Hügelland, die Großregion 2. Ordnung Nord(ost)deutsche Seenplatte der Großregion 1. Ordnung Norddeutsches Tiefland.

## Lage
Die Mecklenburgische Seenplatte liegt im zentralen und südlichen Teil des Landes Mecklenburg-Vorpommern im Landesteil Mecklenburg. Im Südosten geht das Seengebiet über die Landesgrenze zu Brandenburg hinaus. Deswegen wird manchmal auch die Bezeichnung Mecklenburgisch-Brandenburgische Seenplatte verwendet. Im Nordwesten liegen kleine Teile in Schleswig-Holstein.
In der Seenplatte liegen, von Nordwest nach Südost, die (z. T. ehemaligen) Kreisstädte Ratzeburg (Schleswig-Holstein), Grevesmühlen, Gadebusch, Schwerin, Sternberg, Lübz (in südlicher Randlage), Waren, Röbel, Neustrelitz (alle Mecklenburg-Vorpommern), Templin und, am äußersten Südostrand, Eberswalde (letztgenannte in Brandenburg).
Ebenfalls seenreich ist das Rückland der Mecklenburgischen Seenplatte mit (wieder von Nordwest nach Südost) Bützow, Güstrow, Teterow, Malchin, Altentreptow, Neubrandenburg, Strasburg, Pasewalk (Nordrand) sowie auf brandenburgischer Seite  Prenzlau und Angermünde, das sich nach Nordosten anschließt. Dieses Gebiet ist jedoch nicht Teil der Seenplatte und bildet eine eigene Großregion 3. Ordnung.

## Entstehung und Abgrenzung
Die Seenplatte ist Teil des Nördlichen Landrückens. Sie geht zurück auf ein riesiges glaziales Gebiet und ist im Verlauf der Weichsel-Kaltzeit vor etwa 20.000 bis 17.000 Jahren im Rücklaufen des Inlandeises sowie danach in den Urstromtälern und Sandern des Pommerschen Stadiums entstanden. 
Im sogenannten Frankfurter Stadium, etwa um das Jahr 18.000 v. Chr., lag die heutige Mecklenburgische Seenplatte im südwestlichsten Teil des Zungenbeckens, das die Ostseegletscher bildeten. Ihre Südwestgrenze ist die heute noch im Relief erkennbare Endmoräne jenes Stadiums. Etwa um 15.000 v. Chr., im Pommern-Stadium, hatte sich das Gletschereis um rund 30 km nach Nordosten zurückgezogen, sodass sich im Gebiet der heutigen Seenplatte Sander und Urstromtäler ausbildeten. Das Eis schüttete nicht nur die Endmoränen auf und stauchte sie, sondern es formte beim Tieftauen auch Hohlformen, auf denen sich Seen bildeten. Das abfließende Schmelzwasser formte, teils schon unter dem Eis, Rinnen, auf denen heute viele der Seenketten liegen.
Die Hauptendmoräne des Pommerschen Stadiums der Weichselvereisung ist der Höhenzug, der sich von Chorin nordöstlich Eberswaldes über  die Rosenberge (145,8 m) bei Feldberg, den Keulenberg (137,7 m) nordöstlich von Neustrelitz, die Kalkberge 128 m nordwestlich von Waren und bis nördlich Sternberg nach Nordwesten zieht, um in einem Halbkreis im Gegenuhrzeigersinn, zunächst nach Norden und vorbei an der Hohe Burg (147,4 m) Neukloster nördlich zu umrahmen und schließlich die Wismarbucht im Gegenuhrzeigersinn, vorbei am Heideberg (112,7 m) östlich Grevesmühlens, im Klützer Winkel mit dem Hohen Schönberg (90 m) das Ostseeküstengebiet zu treffen. Diese Endmoräne bildet die scharfe Nordostgrenze der Seenplatte. Ob das Dassower Becken westlich des Klützer Winkels und nordöstlich von Dassower See und Untertrave noch zur Seenplatte gehört oder den westlichsten Teil des Mecklenburgisch-Vorpommerschen Küstengebietes („Ostseeküstenland“) darstellt, ist Interpretationssache.
Unmittelbar nordöstlich der Endmoräne schließt sich das noch etwas „jüngere“ Rückland der Mecklenburgischen Seenplatte an. Dieses hat insgesamt ein belebtes Relief und höhere Extremhöhen, liegt aber in der Summe und insbesondere in den Niederungen tiefer als die Platte selber.

### Historische Entwicklung des Begriffs
Der Begriff Mecklenburgische Seenplatte ist mindestens seit dem zweiten Viertel des 19. Jahrhunderts belegt.

„bildet sie hüglige und wellige Flächen von 2–400 Höhe, mit bis zu 600 aufsteigenden Gipfeln (der Helpter Berg), und heißt mecklenburgische Seenplatte…“

Eine Reihe von älteren Quellen setzen den Begriff „Mecklenburgische Seenplatte“ mit dem Mecklenburger Landrücken gleich. Die
Seenplatte erstreckt sich danach zwischen Lübeck und der Oder über ein relativ breites Gebiet von etwa 100 Kilometer Breite.

„An den Holsteinischen Rücken schließt sich an der Lübecker Bucht der an Seen [...] überaus reiche Mecklenburger Rücken
oder Mecklenburger Seenplatte an, in einer mittleren Breite von 15 M nach S.O fortschreitend, bis er
zwischen Oderberg und dem Papenwasser
das Oderthal berührt.“

Während ein Eintrag im Brockhaus die Hohe Burg bei Neukloster als höchste Erhebung nennt,

„Das vorherrschend flache Land durchzieht von Südosten nach Nordwesten ein niedriger und breiter Landrücken (Mecklenburger Seenplatte) mit einzelnen Seitenverzweigungen, der bis zu 140 m aufsteigt (Hohe Burg nordöstlich Warin 144 m) und die Wasserscheide zwischen Ostsee und Elbe bildet.“

verweisen neben den oben genannten eine Vielzahl weiterer Quellen dagegen auf Helpter und Ruhner Berge als höchste Erhebungen der Seenplatte.
Erst seit etwa Ende der 1920er Jahre wird der Begriff „Mecklenburgische Seenplatte“ speziell auf den etwa 30 km inneren Streifen des Landrückens zwischen den beiden Endmoränenzügen beschränkt.

„Der Bodengestalt nach zerfällt unser Gebiet in zwei Teile: Den Südwesten erfüllt der mecklenburg-strelitzsche Anteil an der Seenplatte, den Nordosten die baltische Vorstufe. Die Grenze zwischen diesen beiden Landschaften verläuft in einem flachen nach Nordosten offenen Bogen aus der Gegend südlich des Tollense-Sees bis nach Feldberg-Carwitz.“

Eine exakte Abgrenzung der Seenplatte von Nachbarlandschaften wurde 1954 in der ersten Kartierung des Handbuchs der naturräumlichen Gliederung Deutschlands versucht. In dieser Grenzziehung gehörte nicht nur die komplette Pommersche Endmoräne, sondern teils auch nach Nordosten abzweigende Rücken wie die Mecklenburgische Schweiz  und das hoch gelegene Feldberg-Fürstenwerderer Seengebiet (Carwitzer See, Breiter Luzin, Großer See, etwas westlich davon auch Rödliner See und Wanzkaer See) – nicht jedoch Helpter und Brohmer Berge – zur Landschaft; ebenso höhere Gebiete in der Uckermark mit dem Kuhzer See, dem Grimnitzsee und sogar dem Wolletzsee. Dafür gehörten Schorfheide, Britzer Platte (mit dem Werbellinsee) und Eberswalder Tal nicht zur Platte. Der Begriff „Rückland der Mecklenburgischen Seenplatte“ für den Teil des Landrückens nördlich der Pommerschen Endmoräne wurde ebenfalls in den 1950er Jahren eingeführt.
Die heute übliche genaue Abgrenzung über die Endmoränen war dann 1960 kartiert und der Text dazu erschien 1961 in der 8. Lieferung des Handbuchs der naturräumlichen Gliederung Deutschlands.

### Touristische Begriffsverwendung

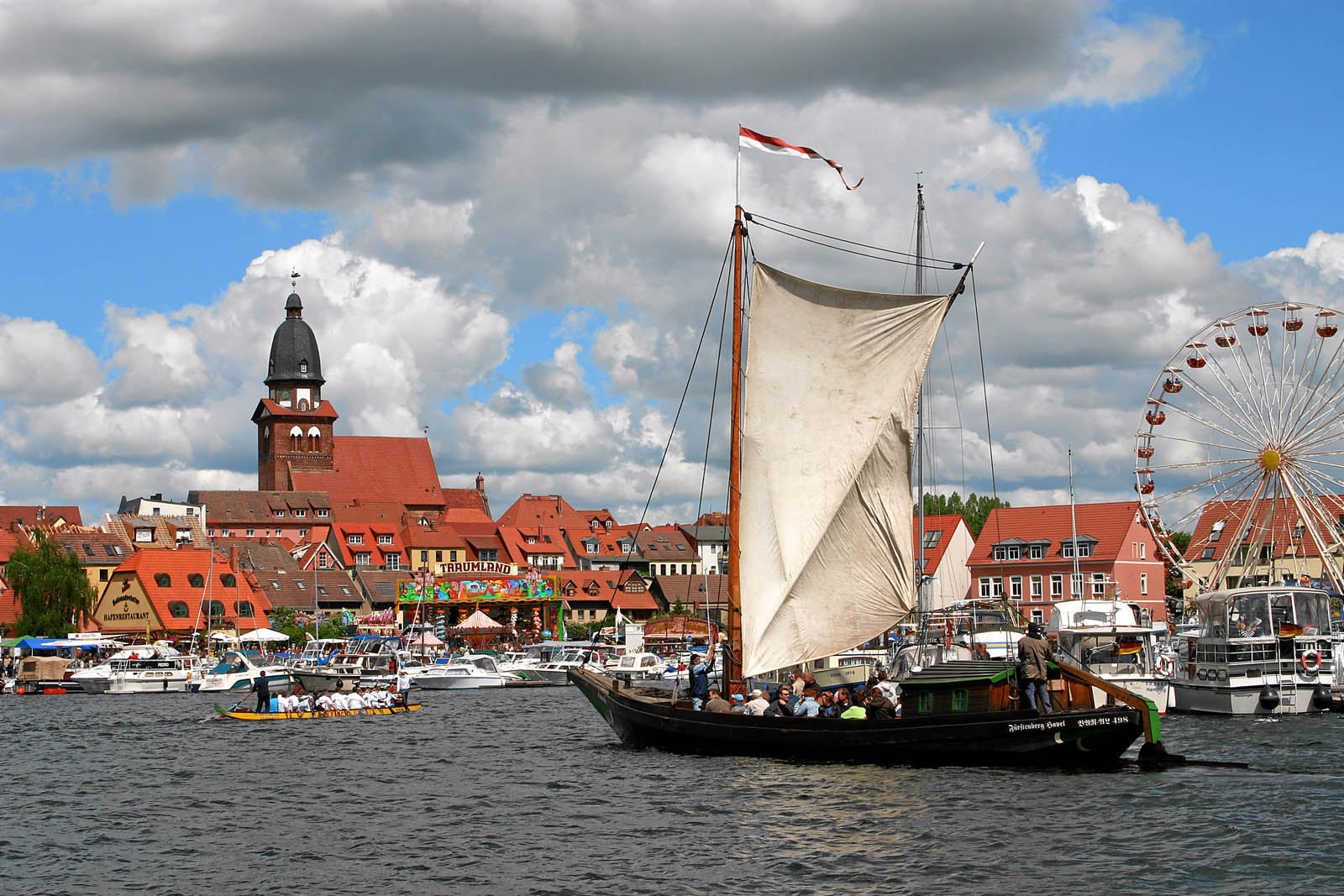
Der Stadthafen von Waren (Müritz) während der Müritz Sail, einer der größten europäischen Binnensegelveranstaltungen.

Der Begriff Mecklenburgische Seenplatte wird intensiv zur touristischen Vermarktung benutzt. Hierbei werden auch Regionen mit dem Begriff beworben, die nicht einmal mittelbar mit der eigentlichen Seenplatte zu tun haben – wenn man vom Vorhandensein von Seen, dort vor allem tiefer gelegenen Rinnenseen, absieht. Umgekehrt gibt es Regionen, die deutlich im Gebiet der Seenplatte liegen, jedoch nicht mit diesem Begriff werben.
Der Tourismusverband „Mecklenburgische Seenplatte“ e. V. vertritt die größeren Städte und Gemeinden des heutigen Landkreises Mecklenburgische Seenplatte sowie, im Landkreis Ludwigslust-Parchim, die Städte Plau am See, Goldberg und Sternberg und, in Brandenburg, die Städte Rheinsberg und Fürstenberg/Havel. Davon liegt insbesondere im nach der Seenplatte benannten, erst 2011 gegründeten Landkreis, welcher deckungsgleich ist mit dem gleichnamigen regionalen Planungsverband, nur etwa die Hälfte des Kreisgebiets in der eigentlichen Seenplatte und die Stadt Demmin sogar an der Grenze des Rücklandes der Seenplatte. Umgekehrt lässt sich Schwerin, die mit Abstand größte Stadt im Gebiet der Seenplatte, gar nicht von jenem Verband vertreten und wirbt auch nicht mit dem Begriff.
Da dieser Artikel jedoch die physische Landschaft beschreibt, die anerkannterweise unter Seenplatte verstanden wird, sei für die allgemeine Tourismusregion auf den Artikel Mecklenburger Seenland verwiesen.

## Naturräumliche Gliederung
Im Handbuch der naturräumlichen Gliederung Deutschlands wurde Anfang der 1960er Jahre die Haupteinheitengruppe der Mecklenburgischen Seenplatte in insgesamt zehn Haupteinheiten (dreistellig) unterteilt, von denen drei noch einmal zusammengefasst wurden. Im Gebiet des Landes Mecklenburg-Vorpommern wurden auf Basis dieser Gliederung Mitte der 1990er Jahre noch feinere Einheiten ausgewiesen. Diese Gliederung endet jedoch an der Landesgrenze. Da die Zahlenhierarchie des MV-internen Systems eine andere ist, werden jenen Zahlen nachfolgend die Buchstaben „MV“ vorangestellt. Alle Angaben in Klammern entstammen dieser Gliederung, alle ungeklammerten dem Handbuch.
Folgende Haupteinheiten und, in MV, zusätzlich sogenannte Landschaftseinheiten sind ausgewiesen 
- (zu 70, 72–75 Nord(ost)deutsche Seenplatte)
  - 75 Mecklenburgische Seenplatte – 6014,4 km² („Höhenrücken und Mecklenburgische Seenplatte“ – MV4; 5507,01 km² in MV)
    - 750 Westmecklenburgisches Seenhügelland – 1030,8 km², zu etwa einem Fünftel in SH
      - Schaalseebecken (MV400; 104,17 km² in MV – größtenteils in SH)
      - Westmecklenburgisches Hügelland mit Stepenitz und Radegast (MV401; 1065,86 km² in MV – zum Teil in SH)

    - 751 Schweriner See-Gebiet – 456,0 km²  (MV402;  579,37 km²)
    - 752 Sternberg-Krakower Seen- und Sandergebiet – 1004,4 km²
      - Sternberger Seengebiet (MV403; 599,54 km²)
      - Krakower Seen- und Sandergebiet (MV411; 375,63 km²)

    - 753 Oberes Warnow-Elde-Gebiet – 518,5 km² (MV410; 532,27 km²)
    - 754 Mecklenburgisches Großseenland – 1237,6 km² („Großseenland mit Müritz-, Kölpin- und Fleesensee“ – MV412; 1305,07 km²)
    - 755 Neustrelitzer Kleinseenland – 1771,1 km², zur Hälfte in BB (MV420=MV42;  945,10 km² in MV)
    - 756–758 Schorfheide mit Templiner und Britzer Platte – 666,4 km² – ganz in BB
      - 756 Templiner Platte
      - 757 Schorfheide
      - 758 Britzer Platte

    - 759 Eberswalder Tal – 276,0 km² – ganz in BB

Insgesamt liegen die dreistelligen MV-Landschaftseinheiten innerhalb der dreistelligen Haupteinheiten nach Handbuch, gruppieren sich jedoch z. T. auf abweichende Weise zu sogenannten Großlandschaften (zweistellig), die, auf MV bezogen, eine Landschaftszone (einstellig) einnehmen, die hier weitgehend der zweistelligen Haupteinheitengruppe nach Handbuch entspricht. Nicht aufgeführt ist hier die Einteilung in vierstellige Naturräume.
Nachfolgend noch einmal die MV-interne Gliederung für sich:
- MV4 „Höhenrücken und Mecklenburgische Seenplatte“ – 5507,01 km² in MV
  - MV40 „Westmecklenburgische Seenlandschaft“ – 2348,94 km² in MV
    - MV400 Schaalseebecken – 104,17 km² in MV
    - MV401 Westmecklenburgisches Hügelland mit Stepenitz und Radegast – 1065,86 km² in MV
    - MV402 Schweriner See-Gebiet – 579,37 km²
    - MV403 Sternberger Seengebiet – 599,54 km²

  - MV41 „Mecklenburger Großseenlandschaft“ – 2212,97 km² in MV
    - MV410 Oberes Warnow-Elde-Gebiet – 532,27 km²
    - MV411 Krakower Seen- und Sandergebiet 375,63 km²
    - MV412 „Großseenland mit Müritz-, Kölpin- und Fleesensee“ ≈ Mecklenburgisches Großseenland – 1305,07 km²

  - MV42 „Neustrelitzer Kleinseenland“ – 945,10 km² in MV

### Westliche Seenplatte bis zum Schweriner See

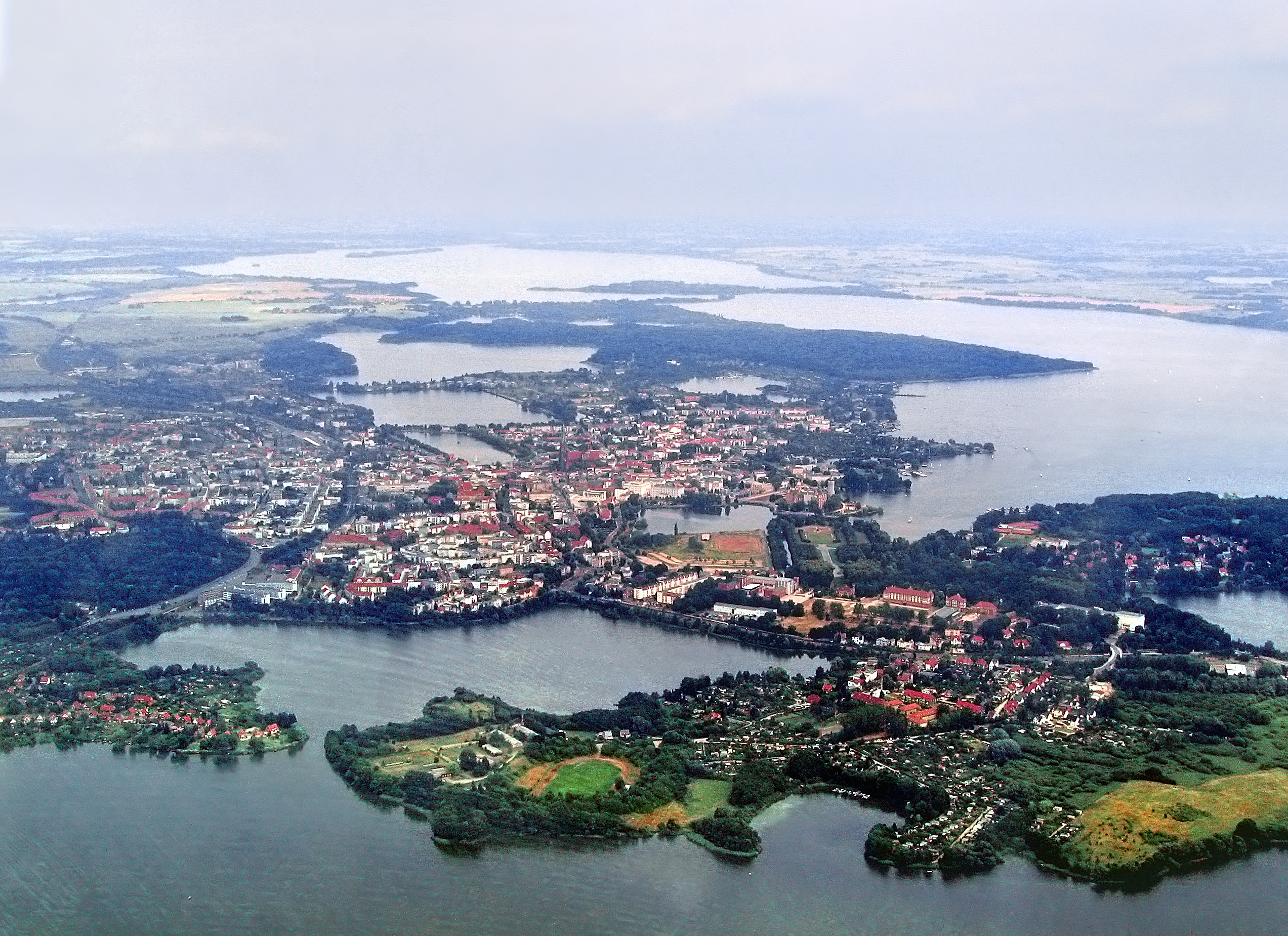
Schweriner See nebst Schwerin aus der Vogelperspektive

Den westlichsten, teils noch in Schleswig-Holstein gelegenen Teil der Mecklenburgischen Seenplatte nimmt das Westmecklenburgische Seenhügelland  ein. Dominierende Seen sind der Ratzeburger See bei Ratzeburg auf Holsteinischer Seite und der Schaalsee an der Landesgrenze im Süden. Beide Seen sind heute durch den Schaalseekanal miteinander verbunden, jedoch entwässert der Ratzeburger See über die Wakenitz nach Norden zur Trave, während der Schaalsee nach Süden über die Schaale zur Elbe entwässert. In der Mecklenburg-Vorpommerschen Gliederung ist das – länderübergreifende – Schalseebecken als eigener Unternaturraum ausgewiesen. Deutlich tiefer in die Landschaft ist jedoch der Ratzeburger See eingeschnitten. Der nördlichere bis östlichere Teil der Landschaft entwässert über die Stepenitz und ihren linken (westlichen) Nebenfluss Radegast nach Norden zur Trave. Geomorphologisch auffällig ist in diesem Teil eine beckenartige Senke an der Radegast zwischen Gadebusch und Rehna. Nur knapp nördlich der unteren Radegast, die hier bereits beginnt, sich nach Westen zu wenden, liegt Grevesmühlen.
Östlich schließt sich das Schweriner See-Gebiet an. Das Zentrum dieser Landschaft bildet die von Norden nach Süden verlaufende Rinne der Westmecklenburgischen Senke, an deren breitesten Stelle das Zungenbecken mit dem deutlich in die Landschaft eingetieften Schweriner See mit der Landeshauptstadt Schwerin am Südwestufer liegt. Nach Süden hat der See über die Stör-Wasserstraße Anschluss an die Elde, nach Norden über den Wallensteingraben zur Wismarbucht; dabei folgt die Stör der Senke aus dem Naturraum heraus. Je nach Grenzziehung im Südwesten des Schweriner See-Gebietes oder im äußersten Südosten des Westmecklenburgischen Seenhügellandes liegt das Quellgebiet der Sude, die weiter südwestlich die Schaale aufnehmen wird.

### Gebiete zwischen dem Schweriner See und den Großseen

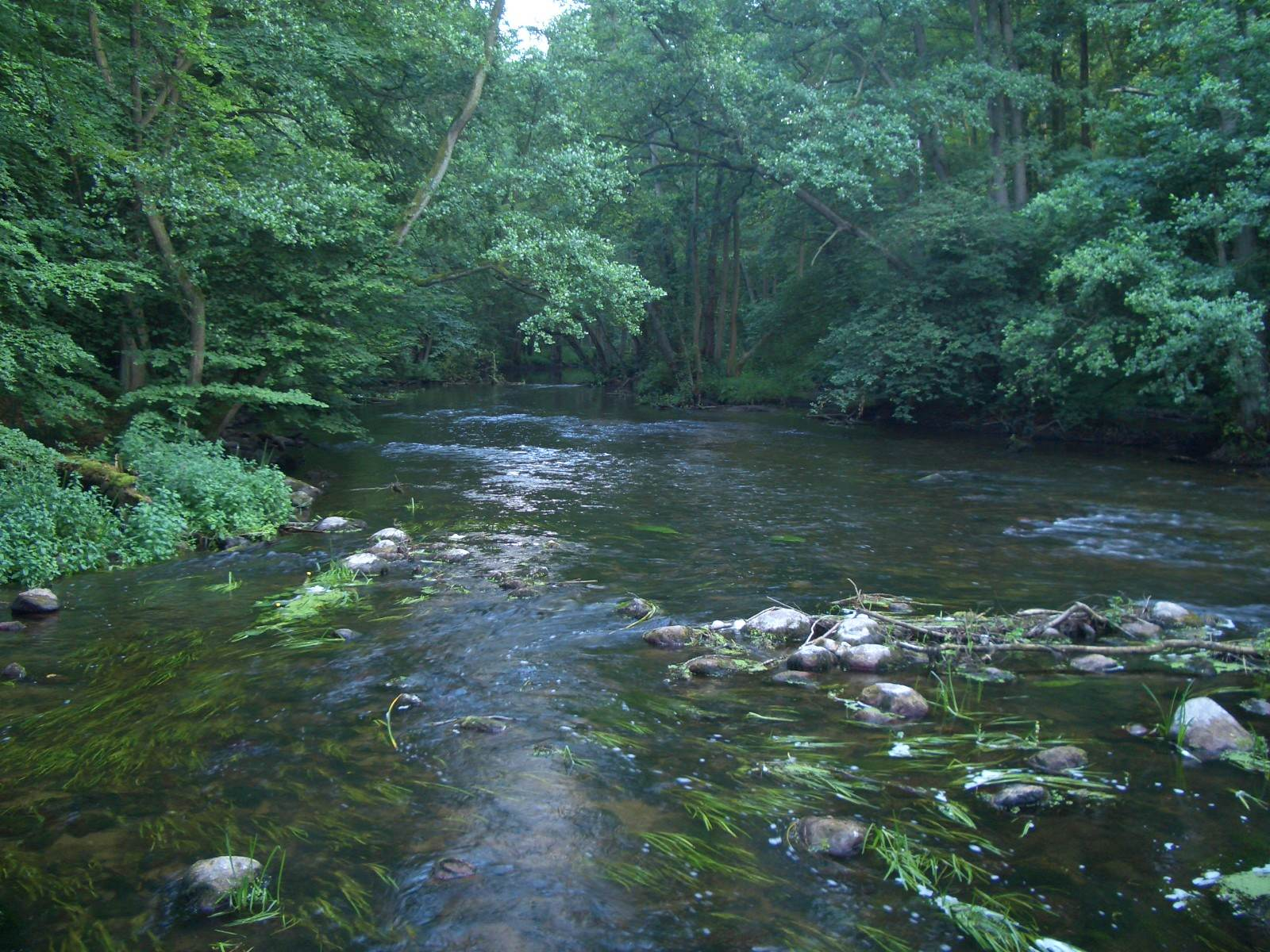
Der Warnowdurchbruch

Östlich an das Gebiet des Schweriner Sees schließt sich das Sternberg-Krakower Seen- und Sandergebiet mit dem Sternberger Seengebiet im Westen und dem Krakower Seen- und Sandergebiet im Osten an. Im Sternberger Gebiet umfließt die von Südwesten kommende Warnow den Sternberger See, um den Naturraum nach Nordosten im markanten Durchbruchstal der Warnow in Richtung Ostsee bei Rostock zu verlassen. Von Sternberg nach Südwesten über Demen nach Barnin verläuft die Demener Rinne, an deren Ende der Barniner See als wichtigster See an der Warnow liegt. Der auf nur 8,4 m ü. NHN  liegende Sternberger See wird von der Mildenitz, die sich nördlich anschließenden Großer Wariner See und Neuklostersee vom Brüeler Bach durchflossen.
Östlich Sternbergs wechseln, gerade im Norden, ausgeprägte Sandergebiete mit in die Landschaft eingetieften größeren Seen. Mildenitzaufwärts wären der Kleinpritzer See, der Dobbertiner See und der Goldberger See zu nennen; noch östlicher und am Nordrand des Naturraums liegt der Krakower See mit der Stadt Krakow am See am Westufer als größter See des Segmentes zwischen dem Schweriner See im Westen und den Großseen im Osten. Er entwässert über die Nebel, die erst deutlich weiter nördlich, im Rückland, der Warnow zufließt.
Südwestlich des Krakower Gebietes und östlich der Demener Rinne liegt das Obere Warnow-Elde-Gebiet. Es unterscheidet sich erheblich von seinen Nachbarlandschaften. In diesem Hochgebiet finden sich keine großen und nur wenig kleinere Seen, dafür aber eine Vielzahl an Söllen. In der Westhälfte sind Quelle und Oberlauf der Warnow, die Elde passiert den Osten des Gebietes und verlässt ihn bei Lübz.
Die Mecklenburgisch-Vorpommernsche Gliederung zählt alle Gebiete östlich der Demener Rinne bereits mehr oder weniger zum „erweiterten“ Großseenland (siehe naturräumliche Gliederung), jedoch entwässern die Seen praktisch ausnahmslos über die Warnow nach Norden zur Ostsee, während die Großseen über die Elde zur Elbe entwässern.

## Seen
An bekannten Seen finden sich auf der Seenplatte, von Nordwesten nach Südosten, der Ratzeburger See, der Schaalsee, der Schweriner See, der Krakower See, die Großseen an der Elde mit Müritz, Kölpinsee, Fleesensee und Plauer See sowie die Kleinseen an der Havel und, im äußersten Südosten, der Werbellinsee.
Insgesamt gibt es 12 Seen mit über 5 km² Fläche (5 im Großseenland) und 8 mit über 10 km² (4 im Großseenland).
Nachfolgend die Seen mit mindestens 2 km² Fläche:
| Name                   | Fläche [km²] | Volumen [Mio. m³] | Höhe ü. NHN | max. Tiefe[m] | Landkreis | Bundes- land | Naturraum                           | Kenn- ziffer | Ab- fluss                                                       |
| ---------------------- | ------------ | ----------------- | ----------- | ------------- | --------- | ------------ | ----------------------------------- | ------------ | --------------------------------------------------------------- |
| Müritz                 | 109,10       | 737,0             | 62,1        | 31            | MSE       | MV           | Mecklenburgisches Großseenland      | 754          | Elde (E)                                                        |
| Schweriner See         | 61,84        | 787,0             | 37,8        | 52,2          | SN        | MV           | Schweriner See-Gebiet               | 751          | Stör (E)                                                        |
| Plauer See             | 38,14        | 300,0             | 62,0        | 31            | LUP/MSE   | MV           | Mecklenburgisches Großseenland      | 754          | Elde (E)                                                        |
| Schaalsee              | 22,09        | 391               | 34,8        | 72            | LUP/RZ    | MV/SH        | Westmecklenburgisches Seenhügelland | 750          | Schaale → Sude (E)                                              |
| Kölpinsee              | 20,09        | 71,9              | 62,1        | 30            | MSE       | MV           | Mecklenburgisches Großseenland      | 754          | Elde (E)                                                        |
| Krakower See           | 15,52        | 111,0             | 47,6        | 28,3          | LRO       | MV           | Krakower Seen- und Sandergebiet     | 752,1        | Nebel → Warnow (O)                                              |
| Ratzeburger See        | 12,59        | 144,9             | 3,5         | 24,4          | RZ        | SH           | Westmecklenburgisches Seenhügelland | 750          | Wakenitz → Trave (O)                                            |
| Fleesensee             | 10,63        | 66,0              | 62,0        | 26,3          | MSE       | MV           | Mecklenburgisches Großseenland      | 754          | Elde (E)                                                        |
| Werbellinsee           | 7,95         | 153,5             | 43,2        | 55            | BAR       | BB           | Britzer Platte                      | 758          | Werbellinkanal (E)                                              |
| Goldberger See         | 7,60         | 16,3              | 46,5        | 4,1           | LUP       | MV           | Krakower Seen- und Sandergebiet     | 752,1        | Mildenitz → Warnow (O)                                          |
| Drewitzer See          | 6,03         | 67,4              | 62,4        | 31,3          | MSE       | MV           | Mecklenburgisches Großseenland      | 754          | Elde (E)                                                        |
| Woblitzsee             | 5,05         |                   | 57,4        | 6,9           | MSE       | MV           | Neustrelitzer Kleinseenland         | 755          | Havel (E)                                                       |
| Großer Stechlinsee     | 4,12         | 99,6              | 59,6        | 70            | OHV       | BB           | Neustrelitzer Kleinseenland         | 755          | Polzowkanal → Havel (E)                                         |
| Dobbertiner See        | 3,79         | 17,4              | 45,0        | 11,8          | LUP       | MV           | Krakower Seen- und Sandergebiet     | 752,1        | Mildenitz → Warnow (O)                                          |
| Useriner See           | 3,76         |                   | 59,4        | 10            | MSE       | MV           | Neustrelitzer Kleinseenland         | 755          | Havel (E)                                                       |
| Stolpsee               | 3,71         | 24,7              | 51,5        | 13            | UM        | BB           | Neustrelitzer Kleinseenland         | 755          | Polzowkanal → Havel (E)                                         |
| Zierker See            | 3,51         | 5,7               | 59,0        | 3,5           | MSE       | MV           | Neustrelitzer Kleinseenland         | 755          | Havel (E)                                                       |
| Großer Labussee        | 3,36         | 13,7              | 57,5        | 11,9          | MSE       | MV           | Neustrelitzer Kleinseenland         | 755          | Havel (E)                                                       |
| Rätzsee                | 3,07         |                   | 57,5        | 20            | MSE       | MV           | Neustrelitzer Kleinseenland         | 755          | Drosedower Bek → Dolbek → Müritz-Havel-Wasserstraße → Havel (E) |
| Ziegelsee              | 3,05         | 30,0              | 37,8        | 34,4          | SN        | MV           | Schweriner See-Gebiet               | 751          | → Schweriner See → Stör (E)                                     |
| Lübbesee               | 2,97         | 18,6              | 52,9        | 13            | UM        | BB           | Templiner Platte                    | 756          | Templiner Kanal → Havel (E)                                     |
| Neuklostersee          | 2,93         | 13,5              | 25,2        | 10,2          | NWM       | MV           | Sternberger Seengebiet              | 752,0        | Brüeler Bach → Warnow (O)                                       |
| Woterfitzsee           | 2,86         | 10,0              | 58,8        | 7,8           | MSE       | MV           | Neustrelitzer Kleinseenland         | 755          | Müritz-Havel-Wasserstraße → Havel (E)                           |
| Damerower See          | 2,83         | 5,8               | 47,5        | 7             | LUP       | MV           | Krakower Seen- und Sandergebiet     | 752,1        | Mildenitz → Warnow (O)                                          |
| Großer Lychensee       | 2,82         | 17,6              | 52,5        | 19,4          | UM        | BB           | Neustrelitzer Kleinseenland         | 755          | Woblitz → Havel (E)                                             |
| Großer Pälitzsee       | 2,68         |                   | 56,1        | 33            | MSE       | MV           | Neustrelitzer Kleinseenland         | 755          | Müritz-Havel-Wasserstraße → Havel (E)                           |
| Drewensee              | 2,60         |                   | 54,9        | 9             | MSE       | MV           | Neustrelitzer Kleinseenland         | 755          | Havel (E)                                                       |
| Pinnower See           | 2,60         | 17,4              | 27,9        | 16            | LUP       | MV           | Schweriner See-Gebiet               | 751          |                                                                 |
| Großer Wariner See     | 2,59         | 12,2              | 21,1        | 9,5           | NWM       | MV           | Sternberger Seengebiet              | 752,0        | Brüeler Bach → Warnow (O)                                       |
| Labussee               | 2,58         |                   | 57,5        | 26,4          | MSE       | MV           | Neustrelitzer Kleinseenland         | 755          | Müritz-Havel-Wasserstraße → Havel (E)                           |
| Barniner See           | 2,56         | 5,4               | 36,3        | 7,5           | LUP       | MV           | Sternberger Seengebiet              | 752,0        | Warnow (O)                                                      |
| Großer Sternberger See | 2,56         | 7,6               | 8,4         | 7,9           | LUP       | MV           | Sternberger Seengebiet              | 752,0        | Mildenitz → Warnow (O)                                          |
| Käbelicksee            | 2,56         | 8,9               | 62,4        | 12,6          | MSE       | MV           | Neustrelitzer Kleinseenland         | 755          | Havel (E)                                                       |
| Müritzarm              | 2,56         |                   | 62,0        | 16            | MSE       | MV           | Mecklenburgisches Großseenland      | 754          | Elde (E)                                                        |
| Specker See            | 2,53         |                   | 62,4        | 7,9           | MSE       | MV           | Mecklenburgisches Großseenland      | 754          | → Elde (E)                                                      |
| Rheinsberger See       | 2,52         | 21,1              | 55,5        | 29            | OPR       | BB           | Neustrelitzer Kleinseenland         | 755          | Rhin → Havel (E)                                                |
| Plätlinsee             | 2,46         |                   | 55,1        | 34,2          | MSE       | MV           | Neustrelitzer Kleinseenland         | 755          | Müritz-Havel-Wasserstraße → Havel (E)                           |
| Kleinpritzer See       | 2,44         | 18,6              | 36,6        | 22,3          | LUP       | MV           | Krakower Seen- und Sandergebiet     | 752,1        | Mildenitz → Warnow (O)                                          |
| Cambser See            | 2,43         | 20,4              | 30,9        | 27,6          | LUP       | MV           | Schweriner See-Gebiet               | 751          | Motel→ Warnow (O)                                               |
| Groß Labenzer See      | 2,32         | 23,6              | 24,5        | 34,9          | NWM       | MV           | Sternberger Seengebiet              | 752,0        | → Radebach → Brüeler Bach → Warnow (O)                          |
| Fährsee                | 2,23         | 7,3               | 51,2        | 14            | UM        | BB           | Templiner Platte                    | 756          | Templiner Kanal → Havel (E)                                     |
| Jabelscher See         | 2,21         | 12,9              | 62,1        | 15            | MSE       | MV           | Mecklenburgisches Großseenland      | 754          | → Elde (E)                                                      |
| Woseriner See          | 2,17         | 18,6              | 19,7        | 37,5          | LUP       | MV           | Krakower Seen- und Sandergebiet     | 752,1        | Bresenitz → Mildenitz → Warnow (O)                              |
| Großer Küstriner See   | 2,16         | 17,0              | 63,4        | 22            | UM        | BB           | Neustrelitzer Kleinseenland         | 755          | Küstriner Bach → Woblitz → Havel (E)                            |
| Ostorfer See           | 2,11         |                   | 39,4        | 5,1           | SN        | MV           | Schweriner See-Gebiet               | 751          | → Schweriner See → Stör (E)                                     |
| Kleiner Pälitzsee      | 2,08         |                   | 56,1        | 27,2          | MSE       | MV           | Neustrelitzer Kleinseenland         | 755          | Müritz-Havel-Wasserstraße → Havel (E)                           |
| Großer Fürstenseer See | 2,02         |                   | 63,8        | 25            | MSE       | MV           | Neustrelitzer Kleinseenland         | 755          | → Müritz-Havel-Wasserstraße → Havel (E)                         |
| Vilzsee                | 2,00         |                   | 58,5        | 21,7          | MSE       | MV           | Neustrelitzer Kleinseenland         | 755          | Müritz-Havel-Wasserstraße → Havel (E)                           |

## Besiedlungsgeschichte

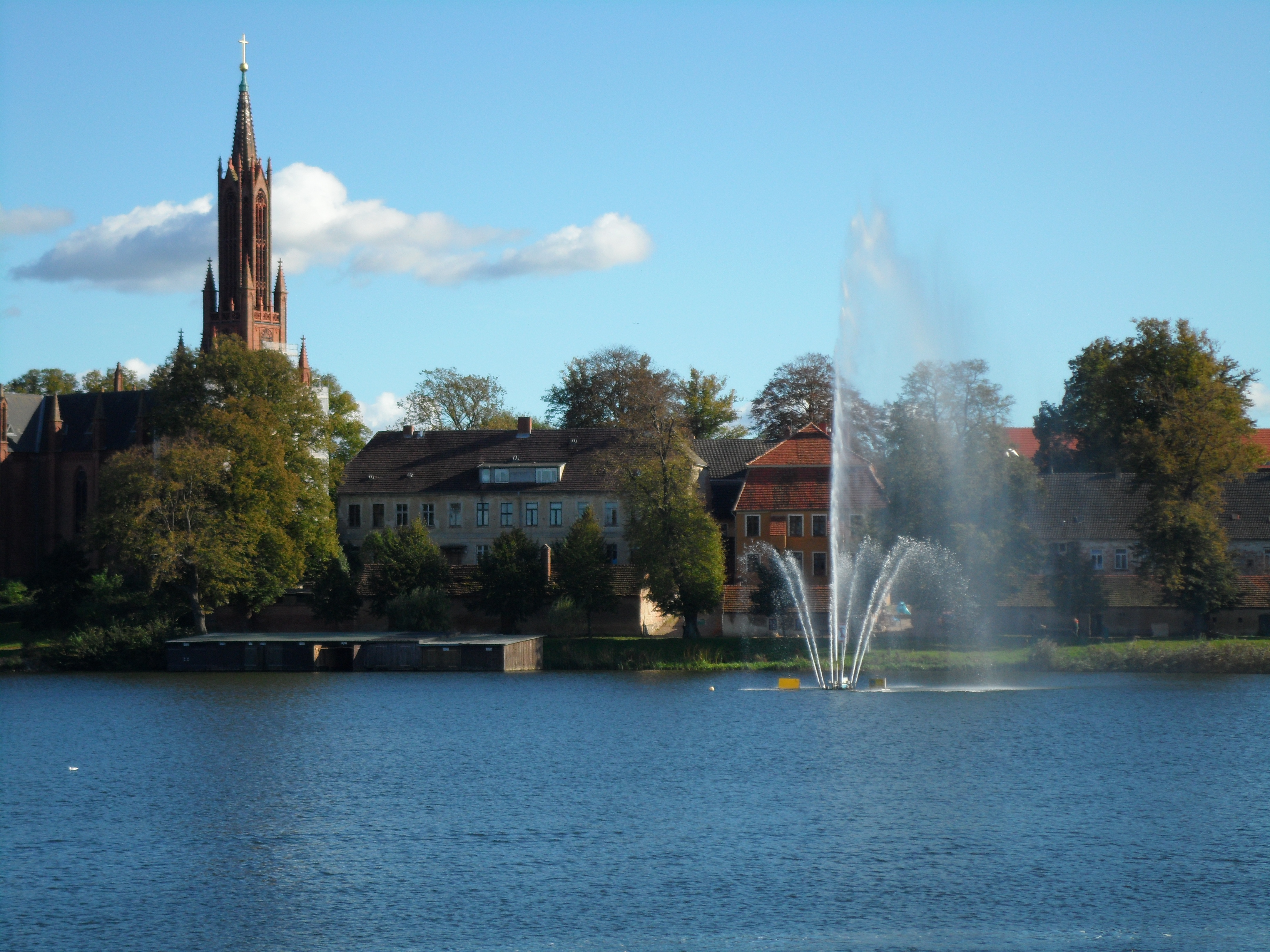
Das Kloster Malchow am Malchower See

Die Seenplatte war bereits um 10.000 v. Chr. von Jägern und Fischern besiedelt. Ab 4.000 v. Chr. entwickelten sich erste bäuerliche Kulturen, die große Steingräber hinterließen.
Im 4. und 5. Jahrhundert wanderten die dort siedelnden germanischen Stämme nach Süden und wurden ab dem 7. Jahrhundert durch nachrückende elbslawische Stämme ersetzt, die sich mit der zurückgebliebenen Restbevölkerung vermischten.
Seit dem 12. Jahrhundert nahm der Einfluss deutscher Siedler in der Region zu. Im 12.–14. Jahrhundert setzte eine rege Bautätigkeit in Dörfern und Städten ein und die Feldsteine wurden massenhaft als Baumaterial verwendet. Die im Mittelalter aus Feldsteinen gebauten Feldsteinkirchen finden sich heute noch in vielen Dörfern der Region.

## Natur- und Nationalparks
Auf der Mecklenburgischen Seenplatte liegen, von Nordwest nach Südost, die Naturparks Lauenburgische Seen (ohne Süden und äußersten Nordwesten; SH) im äußersten Nordwesten, Sternberger Seenland und Nossentiner/Schwinzer Heide im Zentrum sowie  Stechlin-Ruppiner Land (zur Hälfte; ohne Süden und Nordwestausläufer), Feldberger Seenlandschaft (Südwesthälfte) und Naturpark Uckermärkische Seen (knapp zur Hälfte, ohne Nordosten und äußersten Süden; BB). Im äußersten Südosten liegen auch minimale Anteile des Nordens des Naturparks Barnim auf der Platte. Zwischen den zentralen und den südöstlichen Naturparks liegt der Hauptteil des Nationalpark Müritz, der noch einen räumlich getrennten Ostteil hat, der fast komplett vom Naturpark Feldberger Seenlandschaft eingeschlossen ist.
Nicht auf der Seenplatte, sondern, von minimalen Randanteilen abgesehen, im Rückland liegt der Naturpark Mecklenburgische Schweiz und Kummerower See. 

## Trivia
Die Deutsche Post brachte im November 2017 eine Briefmarke Mecklenburgische Seenplatte zu 0,70 € heraus. Das Bild fotografierte Norbert Rosing.